# さくらんぼシンドローム クピドの悪戯II
『さくらんぼシンドローム クピドの悪戯II』（さくらんぼシンドローム クピドのいたずらツー）は、北崎拓の成人向け青年漫画作品。『週刊ヤングサンデー』で連載、2008年に同誌が休刊した後は『スピリッツ増刊 YSスペシャル』に移ったが、2009年5号をもって連載終了となった。
『クピドの悪戯 虹玉』に続く〈クピドの悪戯〉シリーズの第2弾である。

## あらすじ
女性用化粧品会社「レーブル化粧品」の営業で働く「阿川宗則」は女性だらけの職場で女性の機嫌を取り続ける生活に疲れていた。
そんな時、阿川は「天海玲菜」という少女に『私とキスをしてほしい』と言われる。見た目はどう見ても中学生な彼女だが、本来は19歳で、「進行性減齢症候群」という、体が若返ってしまう奇病のせいで中学生になってしまったという。玲菜曰く、その病気の進行を止めるには阿川の持つacv酵素を体内に摂取する必要があり、そのためには阿川とキスしなければならないらしい。半信半疑ではありながらも、阿川は最終的に彼女とキスをした。
その後、阿川は仕事のできる女上司「麻生沙也子」と恋人になる。麻生と恋人になってしばらく経ったある日、玲菜が小学生の姿になって再び阿川の前に現れる。玲菜曰く、若返りの進行を止めるには毎日キスしなければならず、若返りが進行すると自分は消えて無くなってしまうという。阿川は恋人の麻生に納得してもらった上で、玲菜を救うため毎日玲菜とキスをする決意をする。
これは阿川と麻生、そして玲菜の歪な三角形が織りなす人間関係と3人の成長の物語だ。

## 登場人物
阿川宗則（あがわ むねのり）
本編の主人公。23歳。女性用化粧品会社「レーブル化粧品」営業部の2年目の社員。初恋の相手、泉谷由梨に裏切られたことから恋愛にコンプレックスを抱いており、女性上位の職場で神経をすり減らしていた。大学のOGであり、会社の上司でもある麻生沙也子に内心惹かれており、想いを伝える勇気を持てずにいたが、レナとの出会いにより感化され、自分の想いをぶつけて恋人同士となる。また、唾液の中に、玲菜の懸った進行性減齢症候群の症状を止める、何千万人にひとりしか持たないACS（アンチ・カウンター・スパイラル）酵素を持つ。そのため、玲菜と毎日キスをすることになる。そのことは麻生に隠していたが、そのうちばれ、3人は奇妙な三角関係にもつれこんでいく。最終話では麻生と結婚した。
顔は上司からも言われるように端正であり、登場人物の女性からは良く好意を持たれる。ヘビースモーカーで口臭はタバコ臭いらしい。
麻生沙也子（あそう さやこ）
2人いるヒロインの内の1人。「レーブル化粧品」宣伝部のエース。後にレーブル化粧品のベンチャー制度を受け、新設系列会社の女社長となる。27歳（登場時は26歳）。宣伝部きってのエリート社員で、社内での信頼も厚い常にクールな才媛。実は隠れ巨乳であり、世間からも美人社長として注目を浴びる。会社で阿川のメガネを壊してしまったことをきっかけに、阿川を食事に誘いそのまま阿川と一晩を共にする。その際に付き合うも別れるも自分次第という条件付きで阿川と恋人関係に。その後阿川に惹かれている自分に気づいていく中、れなと阿川との関係を知る。交際が進むにつれ阿川を溺愛、仕事場とはまた違った一面を見せる。特にラブシーンではあまりの激しさにベッドを破壊したりした。玲菜においては最初は忌み嫌っていたが、その内阿川の連れ子だと思うようになり、容認したりCMデビューさせたりしている。また、三人で生きることを決意して、阿川が玲菜を抱くことを容認する。最終話では阿川と結婚した。
天海玲菜（あまみ れな）
もう1人のヒロイン。邦城大学第一文学部日本文学専修国際研究会所属の1年。19歳。進行性減齢症候群（Progressive Rejuvenation Syndrome）という徐々に若返ってしまう難病に冒されている。本来の姿は、ツリ目でスタイルの良い美人。名前の「菜」の字を好まず、L・M・モンゴメリ作「赤毛のアン」に倣い、自らを「れな」もしくは「レナ」と呼ばせる。また、病気のことを知らない渋江には「レイコ」という偽名を使っている。病気になる前は視力が低く、コンタクトをしていたが、体が若返り目も回復し、裸眼で生活するようになっている。阿川と出会った時は女子中学生の容姿だったが、病状が進行し現在は小学校高学年の姿になっている。最初は阿川と麻生のことをよく思ってなかったが、失恋や家族の問題を解決してくれて、阿川と麻生に惹かれる。また、「REICO」という芸名でCMデビューもした。阿川と麻生といつまでも暮らせることを願っていたが、最終的に別れることになった。
天海綾那（あまみ あやな）
れなの妹、活発な性格であり、玲菜の病気を知る数少ない人物。タレ目で、れなとタイプの違う美人だが、基本的な容姿はれなと似ている。
高校生の頃、れなが思いを寄せる渋江怜を誘惑し、怜とキスしているところを玲菜に見られるなどの一悶着があり、玲菜とは不仲になっていた。しかし、その行動も姉のことが好きであるが故の行動だと分かり、お互い和解しあえたが、同時にれなの病気のことも知る。大学進学を機に上京し、玲菜と同居する。
渋江怜（しぶえ さとし）
れなの中学・高校時代の同級生。玲菜が想いを寄せる男性。陸上部に所属しており、大学一年生ながら伊豆駅伝のメンバーに選ばれる。れなが好きだったが妹の綾那とキスしたことを後悔していた。現在は他に好きな女性がいる。
加護智絵（かご ちえ）
通称「かごちゃん」。レーブル化粧品BA（ビューティーアドバイザー）南武百貨店勤務の20歳。BAのなかでは中心的存在で仕事もかなりできるほうだがむらっ気が多い。彼女のいる男に興味を持つ小悪魔、ねらった男の彼女がいい女であればいい女であるほど男がよく見えるタイプ。特徴は童顔で巨乳、ふっくらとした厚めの唇。料理が得意。阿川が麻生と付き合っていることに気付き、阿川を自宅に連れ込み積極的にアタックする。
後藤翔子（ごとう しょうこ）
通称「後藤さん」。レーブル化粧品BAで南武百貨店勤務の28歳。阿川のことを気にかけている。加護ちゃん曰く不倫体質。
泉谷由梨（いずみや ゆり）
阿川の初恋の相手で幼馴染でもある。23歳。婚約者有り。高校生の頃、阿川と交際していたがバイト先の大学生と関係を持ち、阿川を裏切った形で別れた。自分本位の女。
栗山正平（くりやま しょうへい）
レーブル化粧品営業部部長。宣伝部の島谷と同期で、阿川の直接の上司。普段はだらしがなく頼りない上司だが実は男前で、見えないところで頼りになる存在。デブ専。阿川自身は気がついていないが、実は阿川のことを信頼している。
島谷（しまたに）
レーブル化粧品宣伝部部長。宣伝部に配属される前は、商品開発部にいた。同性愛者であり、女性を密かに忌み嫌う傾向がある。裏のある人物で今作のラスボス的存在。
梅津（うめづ）
レーブル化粧品営業部。麻生沙也子の同期であり、彼女に気がある。説教癖あり。麻生沙也子に阿川が担当していた北都デパートを、阿川の愚痴を栗山部長に告げ口し、担当を横取りするなど、卑怯で姑息な手を使うことがしばしば見られる。
堺流実子（さかい るみこ）
通称「るうくん」。れなと同じ邦城大学1年国際研究会所属。玲菜の病気のことを知る数少ない知人の一人で、れなの大学での初めての友達。彼女の家に泊まっている時に、初めてれなの病気が発生。れなのアパートをホテル代わりに使っていた。
仙道寺徳子（せんどうじ とくこ）
前作『クピドの悪戯 虹玉』にも登場した女医。玲菜の進行性減齢症候群を研究している。
加瀬栄子（かせ　えいこ）
阿川と同じようにACS（アンチ・カウンター・スパイラル）酵素を持つ女性。最初はレナに優しく接した物、徐々に嗜虐的になっていく。明確に明かされてはいないが、実は同性愛者。

## 用語
進行性減齢症候群（Progressive Rejuvenation Syndrome）
架空の病気。本作品内では以下のように設定されている。
確認された例は世界でもごくわずかで、患者は発症時、異常な空腹感と食欲を感じ、非常に多量に食べるが、それにより体重の増加などはほとんど見られず、一定の時間が過ぎると細胞の若返りとともに身体も若齢化する病気のこと。
アンタッチャブル
麻生沙也子が仕掛けた、レーブル化粧品の新商品で、CMに虹原優美と小森真菜実を起用し、このふたりをレズらせたことで話題になり、夏季に異例の大ヒットをとばした商品、キャッチフレーズは「くちびる・禁猟区」。

## 書誌情報
- 北崎拓『さくらんぼシンドローム クピドの悪戯II』 小学館〈ヤングサンデーコミックス〉全11巻
  1. 2006年12月5日第1刷発行（11月2日発売[小 1]）、ISBN 4-09-151137-6
  2. 2007年3月5日第1刷発行（2月5日発売[小 2]）、ISBN 978-4-09-151162-1
  3. 2007年5月7日第1刷発行（5月2日発売[小 3]）、ISBN 978-4-09-151200-0
  4. 2007年8月8日第1刷発行（8月3日発売[小 4]）、ISBN 978-4-09-151219-2
  5. 2007年11月10日第1刷発行（11月5日発売[小 5]）、ISBN 978-4-09-151242-0
  6. 2008年2月10日第1刷発行（2月5日発売[小 6]）、ISBN 978-4-09-151280-2
  7. 2008年5月7日第1刷発行（5月2日発売[小 7]）、ISBN 978-4-09-151330-4
  8. 2008年8月10日第1刷発行（8月5日発売[小 8]）、ISBN 978-4-09-151366-3
  9. 2008年11月4日第1刷発行（10月30日発売[小 9]）、ISBN 978-4-09-151388-5
    - 「虹玉ポンチ」併録

  10. 2008年12月31日第1刷発行（12月26日発売[小 10]）、ISBN 978-4-09-151410-3
    - 「サイキック デュオ」併録

  11. 2009年3月4日第1刷発行（2月27日発売[小 11]）、ISBN 978-4-09-151418-9
    - 「虹玉ボンボン」併録